# Мэннион, Шон
Шон Томас Мэннион (англ. Sean Thomas Mannion, 25 апреля 1992, Сан-Хосе, Калифорния) — профессиональный американский футболист, квотербек команды НФЛ «Миннесота Вайкингс».

## Биография

### Ранние годы и колледж
Шон родился 25 апреля 1992 года в Сан-Хосе в семье Джона и Инги Мэннион. Он окончил старшую школу Футхилл в Плезантоне. В течение трёх лет Мэннион был стартовым квотербеком школьной футбольный команды и выводил её в плей-офф чемпионата Северной Калифорнии. Также играл в баскетбол на позиции центрового и в бейсбол в амплуа питчера.
В 2010 году Шон поступил в Университет штата Орегон, объяснив свой выбор хорошей атмосферой и близостью стиля игры футбольной команды к тому, что был у него в старшей школе. Выступления в чемпионате NCAA за «ОСУ Биверс» он начал в 2011 году, приняв участие в двенадцати играх команды, в том числе в десяти в стартовом составе. По ходу сезона Мэннион провёл серию из одиннадцати игр, в которых он набирал не менее 200 ярдов. По итогам года Шон вместе с защитником Скоттом Крайтоном были признаны лучшими игроками команды.
В сезоне 2012 года он выходил в стартовом составе в восьми матчах. Две игры Шон пропустил из-за травмы колена, потребовавшей артроскопического вмешательства. В игре с «Калифорнией Голден Беарс» он повторил рекорд университета, сделав четыре тачдауна в первой половине матча. Также Мэннион стал первым второкурсником-капитаном команды в истории футбольной программы университета.
В чемпионате 2013 года Шон выходил в основном составе во всех тринадцати играх команды. По его итогам он стал вторым в NCAA по общему количеству пасовых ярдов (4 662) и среднему их числу за игру (358,6). В семи играх он набирал не менее 350 ярдов. В матче с «Колорадо Баффалос» Мэннион сделал шесть тачдаунов, установив рекорд университета. В последний год в составе «Биверс» Шон стал первым игроком в истории команды, которого выбирали капитаном три года подряд. По его итогам он вошёл в число претендентов на ряд наград, вручаемых лучшим игроку и квотербеку..

#### Статистика выступлений в чемпионате NCAA
| Сезон | Команда    | Игры | Пас   | Пас   | Пас  | Пас    | Пас | Пас | Пас | Пас   | Вынос | Вынос | Вынос | Вынос |
| Сезон | Команда    | Игры | Cmp   | Att   | Pct  | Yds    | Y/A | TD  | Int | Rtg   | Att   | Yds   | Avg   | TD    |
| ----- | ---------- | ---- | ----- | ----- | ---- | ------ | --- | --- | --- | ----- | ----- | ----- | ----- | ----- |
| 2011  | ОСУ Биверс | 12   | 305   | 473   | 64,5 | 3 328  | 7,0 | 16  | 18  | 127,1 | 32    | -190  | -5,9  | 1     |
| 2012  | ОСУ Биверс | 10   | 200   | 309   | 64,7 | 2 446  | 7,9 | 15  | 13  | 138,8 | 18    | -85   | -4,7  | 0     |
| 2013  | ОСУ Биверс | 13   | 400   | 603   | 66,3 | 4 662  | 7,7 | 37  | 15  | 156,6 | 34    | -223  | -6,6  | 0     |
| 2014  | ОСУ Биверс | 12   | 282   | 453   | 62,3 | 3 164  | 7,0 | 15  | 8   | 128,3 | 48    | -306  | -6,4  | 1     |
| Всего | Всего      | 47   | 1 187 | 1 838 | 64,6 | 13 600 | 7,4 | 83  | 54  | 135,8 | 132   | -804  | -6,1  | 2     |

### Профессиональная карьера
Перед драфтом НФЛ 2015 года сайт лиги прогнозировал Шону выбор в пятом или шестом раунде. Отмечалось, что главный тренер «Биверс» Майк Райли часто позволял Мэнниону самому определять комбинацию для розыгрыша. Плюсами игрока также выделяли его высокий рост, хорошую работу ног и высокую точность паса из «конверта». Слабыми сторонами называли слабую игру под давлением и количество времени, затрачиваемое им на принятие решений в игре. Эксперты сайта НФЛ указывали, что он вряд ли сможет быть лидером нападения, но способен стать качественным запасным квотербеком.
Мэннион был выбран клубом «Сент-Луис Рэмс» в третьем раунде под общим 89 номером. Аналитик НФЛ Майк Мейок сравнил Шона с квотербеком «Тампы-Бэй» Майком Гленноном и также отметил, что ему недостаёт скорости принятия решений.
В сезонах 2015 и 2016 годов Мэннион появлялся на поле всего два раза, оставаясь вторым квотербеком Рэмс после Кейса Кинама. Его дебют в лиге состоялся 29 ноября 2015 года в игре с «Цинциннати Бенгалс». Шестью передачами Шон набрал 31 ярд. В своей второй игре, против «Аризоны», он набрал 19 ярдов.
В чемпионате 2017 года место стартового квотербека команды получил Джаред Гофф, но Мэннион провёл на поле больше времени. Шон принял участие в пяти играх, а 31 декабря в матче против «Сан-Франциско» он впервые вышел в стартовом составе. В этой игре он реализовал 20 попыток паса из 34, набрав 169 ярдов.
После окончания сезона 2018 года Мэннион получил статус свободного агента. «Рэмс» подписали контракт с Блейком Бортлсом, который занял место резервного квотербека команды. В апреле Шон подписал однолетний контракт с «Миннесотой Вайкингс», сумма соглашения составила 900 тысяч долларов.

#### Статистика выступлений в НФЛ

##### Регулярный чемпионат
| Сезон | Команда           | Игры | Пас | Пас | Пас  | Пас | Пас | Пас | Пас | Пас  | Вынос | Вынос | Вынос | Вынос |
| Сезон | Команда           | Игры | Cmp | Att | Pct  | Yds | Y/A | TD  | Int | Rtg  | Att   | Yds   | Avg   | TD    |
| ----- | ----------------- | ---- | --- | --- | ---- | --- | --- | --- | --- | ---- | ----- | ----- | ----- | ----- |
| 2015  | Сент-Луис Рэмс    | 1    | 6   | 7   | 85,7 | 31  | 4,4 | 0   | 0   | 85,1 | 0     | 0     | 0,0   | 0     |
| 2016  | Лос-Анджелес Рэмс | 1    | 3   | 6   | 50,0 | 19  | 3,2 | 0   | 1   | 17,4 | 1     | -1    | -1,0  | 0     |
| 2017  | Лос-Анджелес Рэмс | 5    | 22  | 37  | 59,5 | 185 | 5,0 | 0   | 0   | 72,5 | 9     | -2    | -0,2  | 0     |
| 2018  | Лос-Анджелес Рэмс | 3    | 2   | 3   | 66,7 | 23  | 7,7 | 0   | 0   | 89,6 | 7     | -9    | -1,3  | 0     |
| Всего | Всего             | 10   | 33  | 53  | 62,3 | 258 | 4,9 | 0   | 1   | 66,4 | 17    | -12   | -0,7  | 0     |